# Отворено общество (България)
Вижте пояснителната страница за други значения на Отворено общество.
Институтът „Отворено общество – София“ е неправителствена организация, създадена през 1990 г.
Поставила си е за цел да отстоява ценностите на отвореното общество в България (по Карл Попър: „Отворените общества не поддържат един-единствен възглед за „истина“, а по-скоро се опитват да установяват закони и институции, които позволяват на хора с различни възгледи да живеят заедно в мир.“). За своя мисия определя демократизирането на България, укрепването на институциите от гражданския сектор, разширяването и гарантирането на гражданските свободи, спазването на основните човешки права, разгръщането на публични дебати по ключови за страната теми.
С постановление на Министерския съвет №76 от 20 юли 1990 г. фондация „Отворено общество (България)“ и даренията за нея са освободени от мита, данъци и такси. Предоставени са помещения в НДК, както и 500 000 лева за първоначални разходи. Разрешава ѝ се извършване на стопанска дейност напълно освободена от данъци.
До 1995 г. българската държава допълнително финансира фондацията. Организацията е учредена от фондация „Отворено общество“, основана от Джордж Сорос. 